# كريستيان كوريا
كريستيان كوريا (بالإسبانية: Cristian Nicolás Correa)‏ هو لاعب كرة قدم أرجنتيني في مركز حراسة المرمى، ولد في 1991 في مدينة ريكونكيستا، سانتا في في الأرجنتين. لعب مع سان مارتين دي توكومان ‏.

## وصلات خارجية
- كريستيان كوريا على موقع قاعدة بيانات كرة القدم.إي يو (الإنجليزية)
- كريستيان كوريا على موقع Soccerway.com (الإنجليزية)